# Abbott Általános Iskola
Az Abbott Általános Iskola (eredeti cím: Abbott Elementary) 2021-tól vetített amerikai áldokumentarista vígjátéksorozat, amelyet Quinta Brunson alkotott. A főbb szerepekben Quinta Brunson, Tyler James Williams, Janelle James, Lisa Ann Walter, Chris Perfetti és Sheryl Lee Ralph látható.
Amerikában 2021. december 7-én mutatta be az ABC. Magyarországon a Disney+ mutatta be 2022 június 14-én.

## Cselekmény
Egy philadelphiai állami iskolában az elhivatott tanároknak az a céljuk, hogy segítsenek diákjaiknak az életben.
A tanárok alulfinanszírozottak, de szeretik, amit csinálnak és küzdenek az ellenük felhalmozott akadályokkal, hogy a diákoknak a lehető legjobb iskolai életet biztosítsák.

## Szereplők

### Főszereplők
| Szereplő           | Színész                | Magyar hang    | Leírás                                              |
| ------------------ | ---------------------- | -------------- | --------------------------------------------------- |
| Janine Teagues     | Quinta Brunson         | Csifó Dorina   | Optimista tanár.                                    |
| Gregory Eddie      | Tyler James Williams   | Pál Tamás      | Helyettesítő tanár, szerelmes Janinebe.             |
| Ava Coleman        | Janelle James          | Kokas Piroska  | Az iskola alkalmatlan igazgatója.                   |
| Melissa Schemmenti | Lisa Ann Walter        | Makay Andrea   | Tanár.                                              |
| Jacob Hill         | Chris Perfetti         | Molnár Levente | Történelem tanár.                                   |
| Barbara Howard     | Sheryl Lee Ralph       | Kocsis Mariann | Vallásos óvónő, akire Janine felnéz.                |
| Mr. Johnson        | William Stanford Davis |                | Az iskola különc, de meglepően tehetséges gondnoka. |

### Magyar változat
- Magyar szöveg: Jánosi Emese
- Hangmérnök: Bogdán Gergő
- Vágó: Kránitz Bence
- Gyártásvezető: Rába Ildikó
- Szinkronrendező: Dobay Brigitta
- Produkciós vezető: Máhr Rita

A szinkront a Iyuno-SDI készítette.

## Évados áttekintés
| Évad | Évad | Epizódok | Eredeti sugárzás     | Eredeti sugárzás  | Eredeti adó       | Magyar sugárzás  | Magyar sugárzás  | Magyar adó |
| Évad | Évad | Epizódok | Évadpremier          | Évadfinálé        | Eredeti adó       | Évadpremier      | Évadfinálé       | Magyar adó |
| ---- | ---- | -------- | -------------------- | ----------------- | ----------------- | ---------------- | ---------------- | ---------- |
|      | 1    | 13       | 2021. december 7.    | 2022. április 12. |                   | 2022. június 14. | 2022. június 14. |            |
|      | 2    | 22       | 2022. szeptember 21. | 2023. április 19. | 2023. március 1.  | 2023. május 17.  |                  |            |
|      | 3    | 14       | 2024. február 7.     | 2024. május 22.   | 2024. május 8.    | 2024. július 10. |                  |            |
|      | 4    | 22       | 2024. október 9.     | 2025. április 16. | 2025. február 26. | 2025. július 2.  |                  |            |
|      | 5    |          | 2025. október 1.     | 2026.             | 2025.             | 2026.            |                  |            |

## A sorozat készítése
2020. szeptember 3-án egy cím nélküli sorozatot kezdett el fejleszteni az ABC, Quinta Brunson főszereplésével. 2021 februárjában az ABC hivatalosan is berendelt egy próbaepizódot. Márciusban bejelentették, hogy Tyler James Williams, Janelle James, Lisa Ann Walter, Chris Perfetti és Sheryl Lee Ralph csatlakozott a stábhoz. Májusban berendelték az 1 évadot. A forgatás 2021. augusztus 16-án kezdődött Los Angelesben és 2021. november 5-én fejeződött be. Augusztusban a személyzet három tagjának Covid19 tesztje pozitív lett, de a gyártást nem befolyásolta.